# Blek ostronmussling
Blek ostronmussling (Pleurotus pulmonarius) är en svamp i gruppen hattsvampar som växer på trädstammar. Den är en av de svampar som brukar kallas musslingar och hör till samma släkte som ostronmussling (Pleurotus ostreatus).

## Beskrivning
Den bleka ostronmusslingens fruktkroppar växer typiskt i glesa eller tätare grupper och har en hatt som till utseendet är mussel- eller tungliknande. Hattens ovansida har vanligen en vit till gulvit färg, ibland kan den vara något grågulaktig, och bredden är från 5 upp till omkring 15 centimeter. Dess yta är kal och blir lite klibbig vid fuktig väderlek. Andra kännetecken för blek ostronmussling är att den har vita, nedlöpande skivor och en kort, sidoställd fot.

## Ekologi
Fruktkropparna hos blek ostronmussling kan uppträda redan under sommaren och fortsätter komma fram till hösten, på stammar till olika lövträd, bland annat björk och asp. Den växer både på levande och döda trädstammar och hör till de svampar som ger vitröta, men som skadegörare inom skogsbruket har den mycket liten betydelse.

## Användning
Blek ostronmussling är precis som den vanliga ostronmusslingen ätlig och har vitt kött med mild smak och lukt.